# Fishmans
I Fishmans (フィッシュマンズ?, Fisshumanzu) sono stati una band giapponese dub/dream pop formatasi nel 1987, nota per le loro sonorità uniche e la caratteristica voce del cantante Shinji Sato.

## Storia del gruppo
La band si formò nel 1987, composta all'inizio da Shinji Sato (voci, chitarre, tromba), Kin-Ichi Motegi (percussioni, voci, sampler) e Kensuke Ojima (chitarre e voci).  Alla formazione si aggiunsero anche Yuzuru Kashiwabara (basso) e Hakase (tastiere). La loro prima apparizione in registrazione avvenne nella compilation del 1989 Panic Paradise.  Due anni dopo, venne pubblicato il loro album di debutto Chappie Don't Cry.  Le sonorità serene della band (principalmente influenzato dal reggae e dub ma sono anche presenti elementi rock, pop, drum and bass, hip hop, ska, etc.), accoppiato con la voce androgina e distintiva di Sato, ottenne ampia accettazione nel contesto underground giapponese.
I Fishmans pubblicarono diversi album su un'etichetta indie giapponese Media Remoras, esplorando suoni differenti e cercando di evitare cliché reggae, ma pur sempre mantenendo una consistenza dub al loro suono, alimentato dal ritmo rock stabile di Motegi e Kashiwabara. Nel 1995 firmarono per la Polydor Records.  A partire da questo periodo entrambi i membri Kensuke Ojima e Hakase avevano lasciato la band. Nessuno li sostituì e il trio avrebbe lavorato con una serie di musicisti complementari negli album successivi, soprattutto con Honzi (tastiere, violino, fisarmonica e voci) e Darts Sekiguchi (chitarre).  La presenza di Zak al sound mixing arricchì questa seconda fase della band, che più tardi evolse il suo suono incorporando elementi space rock, ambient e shoegaze. La durata delle canzoni cominciò ad allungarsi, e inoltre queste nuove tendenze si mischiarono con la loro formazione dub.
Aerial Camp (空中キャンプ?) venne pubblicato nel 1996, e incluse quella che sarebbe diventata probabilmente il brano più noto della band, "Nightcruising (ﾅｲﾄｸﾙｰｼﾞﾝｸﾞ?)".  Ciò seguì anche la pubblicazione di Long Season, un brano di 35 minuti diviso in cinque parti. L'ultimo album in studio, Uchu Nippon Setagaya (宇宙 日本 世田谷?), venne pubblicato nel 1997.
I Fishmans si esibirono al loro ultimo concerto nel 28 dicembre 1998. Suonarono molti dei loro brani migliori e conclusero con una performance assai estesa di Long Season.  Divenne per Kashiwabara il vero concerto finale con la band, eppure Sato e Motegi erano intenzionati a lavorare ancora come Fishmans.  Tuttavia, il 15 marzo dell'anno successivo Sato morì a causa di problemi di cuore che soffrì già dalla nascita.
Dopo la morte di Sato, Kin-Ichi Motegi sostituì il precedente batterista dei Tokyo ska paradise orchestra, che morì circa nello stesso periodo di Sato.  Divenne poi membro a pieno titolo della band, suona la batteria e canta assieme a loro nelle voci principali. Kashiwabara, che pianificò l'abbandono dall'industria musicale, unì le forze con Yusuke Oya (ex-LabLife) per formare i Polaris, le cui tracce dub e spaziali erano simili alle sonorità dei Fishmans negli ultimi anni del 1990.
Successivamente, crebbe la loro popolarità.  Nel 2004, venne pubblicato un album tributo intitolato Sweet Dreams for Fishmans, ed erano contenute cover di diversi artisti come OOIOO, Bonobos, and UA. Ciò venne seguito dagli album del 2005 Kuchu e Uchu, che includevano tracce rare e mai pubblicate assieme alle loro migliori hit.
Il 22 novembre 2005 i restanti membri dei Fishmans pagarono un tributo ai loro fan e a Shinji Sato, esibendosi al Rising Sun Rock Festival. Lo spettacolo durò tre ore e mezza, ed erano presenti molti cantanti ospiti. Il mese successivo, una mostra d'arte in tributo alla band chiamata  "The Long Season Rewind" si tenne a Shibuya con contributi di vari artisti.
Nel 2006, The Long Season Revue venne pubblicato in DVD. Il concerto dal vivo venne solo proiettato nei teatri e compresero i membri originari della band assieme a un cast di musicisti di supporto tra cui UA, Asa-Chang, Hanaregumi, Oki Yuichi (dei Tokyo Ska Paradise Orchestra) e Ikuko Harada dei Clammbon. Dopo questi concerti, anche Honzi, eterno collaboratore della band, morì.
Sin da quel giorno la band fece molti spettacoli nei festival. Il più recente fu nel 2016 dove suonarono a Nagoya, Tokyo e Osaka assieme ai membri originari della band e cantanti ospiti.

## Membri
- Shinji Sato (佐藤 伸治?) – voci, chitarra, tromba
- Kin-ichi Motegi (茂木 欣一?) – batteria, sampler, voci
- Yuzuru Kashiwabara (柏原 譲?) – basso (1988–1998)
- Hakase (ハカセ?) – tastiere (1990–1995)
- Kensuke Ojima (小嶋 謙介?) – chitarra, voci (1987–1994)

### Membri di supporto
- Darts Sekiguchi (ダーツ関口?) – chitarre
- Honzi – tastiere, violino, fisarmonica, voci di sottofondo
- Zak – sound mix

## Discografia

### Album in studio
- Chappie, Don't Cry (1991, Media Remoras)
- King Master George (1992, Media Remoras)
- Neo Yankees' Holiday (1993, Media Remoras)
- Orange (1994, Media Remoras)
- Aerial Camp (空中キャンプ?) (空中キャンプ?) (1996, Polydor)
- Long Season (1996, Polydor)
- Uchu Nippon Setagaya (宇宙 日本 世田谷?) (宇宙 日本 世田谷?) (1997, Polydor)

### EP
- Corduroy's Mood (1991, Media Remoras)

### Album live
- Oh! Mountain (1994, Media Remoras)
- 8月の現状 (1998, Polydor)
- 98.12.28 男達の別れ (1999, Polydor)
- Long Season '96～7 96.12.26 Akasaka Blitz (2016, Polydor)

### Compilation
- Fishmans 1991–1994 Singles & More (1999, Pony Canyon)
- Aloha Polydor (1999, Polydor)
- 宇宙 ベスト・オブ・フィッシュマンズ (2005, Polydor)
- 空中 ベスト・オブ・フィッシュマンズ (2005, Polydor)
- Fishmans Rock Festival (2007) (cofanetto vinile di tutte le pubblicazioni Polydor)
- BLUE SUMMER ~Selected Tracks 1991-1995~ (2018, Pony Canyon)
- Night Cruising 2018 (2018, Universal)

### Singoli
- "ひこうき" (1991)
- "いなごが飛んでる" (1991)
- "100ミリちょっとの" (1992)
- "Walkin'" (1993)
- "いかれたBaby" (1993)
- "Go Go Round This World!" (1994)
- "My Life" (1994)
- "Melody" (1994)
- "ナイト クルージング" (1995)
- "Baby Blue" (1996)
- "Season" (1996)
- "Magic Love" (1997)
- "Walking in the Rhythm" (1997)
- "ゆらめき in the Air" (1998)
- "いかれたBaby" (2005)

### Video
- The Three Birds & More Feelings (2000, Polydor)
- 記憶の増大 (2000, Polydor)
- 若いながらも歴史あり96.3.2 @ 新宿 Liquid Room (11/09/2005)
- 男達の別れ 98.12.28 @ 赤坂 Blitz (2005, Universal Music Japan)
- Fishmans In Space Shower TV: Episode.3 (2007)
- Fishmans In Space Shower TV: Episode.2 (2007)
- Fishmans In Space Shower TV: Episode.1 (2007)